# Pover'ammore
Pover'ammore è una canzone napoletana del 1979, scritta da Nino D'Angelo e Carmelo Zappulla (all’epoca non iscritto alla SIAE ) e musicata da Antonio Russo, edita dalla casa editrice Phonotype.

## Il testo
Un uomo tradisce la propria amata con un'altra donna. Passa notti con l'amante mentre la moglie fa finta di non accorgersi del tradimento. Abbandonata l'amante e ritornato sui propri passi, decide di dedicarsi alla famiglia. Il destino vuole che la moglie si ritroverà in fin di vita. L'uomo prega la Madonna, chiedendole di salvare la propria donna e di non togliere la mamma alla propria figlia, chiedendo, piuttosto, di sacrificare la sua stessa vita...

## Storia
Il brano viene inciso per la prima volta, nel 1979, da Mario Trevi nell'album Mario Trevi - 12º volume. Nello stesso anno, due mesi dopo, la canzone viene incisa da Carmelo Zappulla nell'album Pover'ammore. Vedendo il successo di Zappulla, Trevi, già cantante di successo, con, alle spalle, numerose presenze ai Festival di Napoli, il lancio di brani come Mare verde e Indifferentemente, e successi nel teatro della sceneggiata, decide di non esibirsi più con il brano, lasciando il successo al giovane artista siciliano. L'incisione di Carmelo Zappulla vende un milione e mezzo di copie. Nel 1980 il brano viene inciso anche dall'autore Nino D'Angelo, che lo includerà nell'album Celebrità.  Nello stesso anno Zappulla porta il brano in teatro, con una sceneggiata omonima scritta da Alberto Sciotti. Nel 1982 il brano passa dal teatro al cinema. Con la regia di Vincenzo Salviani e Fernando Di Leo viene girato il film Pover'ammore, con Zappulla, Lina Polito, Rosa Fumetto, Nicola Pignataro e Luc Merenda. Nel 2005 Zappulla presenterà, al Palapartenope di Napoli, lo spettacolo Live, dove inviterà Mario Trevi come ospite d'onore, con il quale duetterà il brano.